# Eva Boto
Eva Boto, född 1 december 1995, är en slovensk sångerska. Hon representerade Slovenien i Eurovision Song Contest 2012 i Baku i Azerbajdzjan med låten "Verjamem".

## Biografi
Eva bor i den lilla staden Šentjanž pri Dravogradu som ligger i nordöstra Slovenien, 120 kilometer från landets huvudstad Ljubljana. Hon går på gymnasieskolan i Ravne na Koroškem men funderar på att fortsätta sina studier om solosång utomlands, antingen i Graz i Österrike eller i London i England. Hon har en syster som heter Sanja och hon har både hund och katt.
Hon har sjungit sedan en väldigt låg ålder och övar dagligen i sitt speciellt designade musikrum hemma. 10 år gammal vann hon en internationell sångtävling i Österrike. Hon har även framträtt flera gånger vid FENS ungdoms-musikfestival där hon vunnit två gånger. Hennes personliga favoritsångerska är Beyoncé Knowles men hon tycker även om musik från både 1980-talet och 1990-talet. På fritiden spelar hon dessutom gitarr.

## Eurovision Song Contest 2012

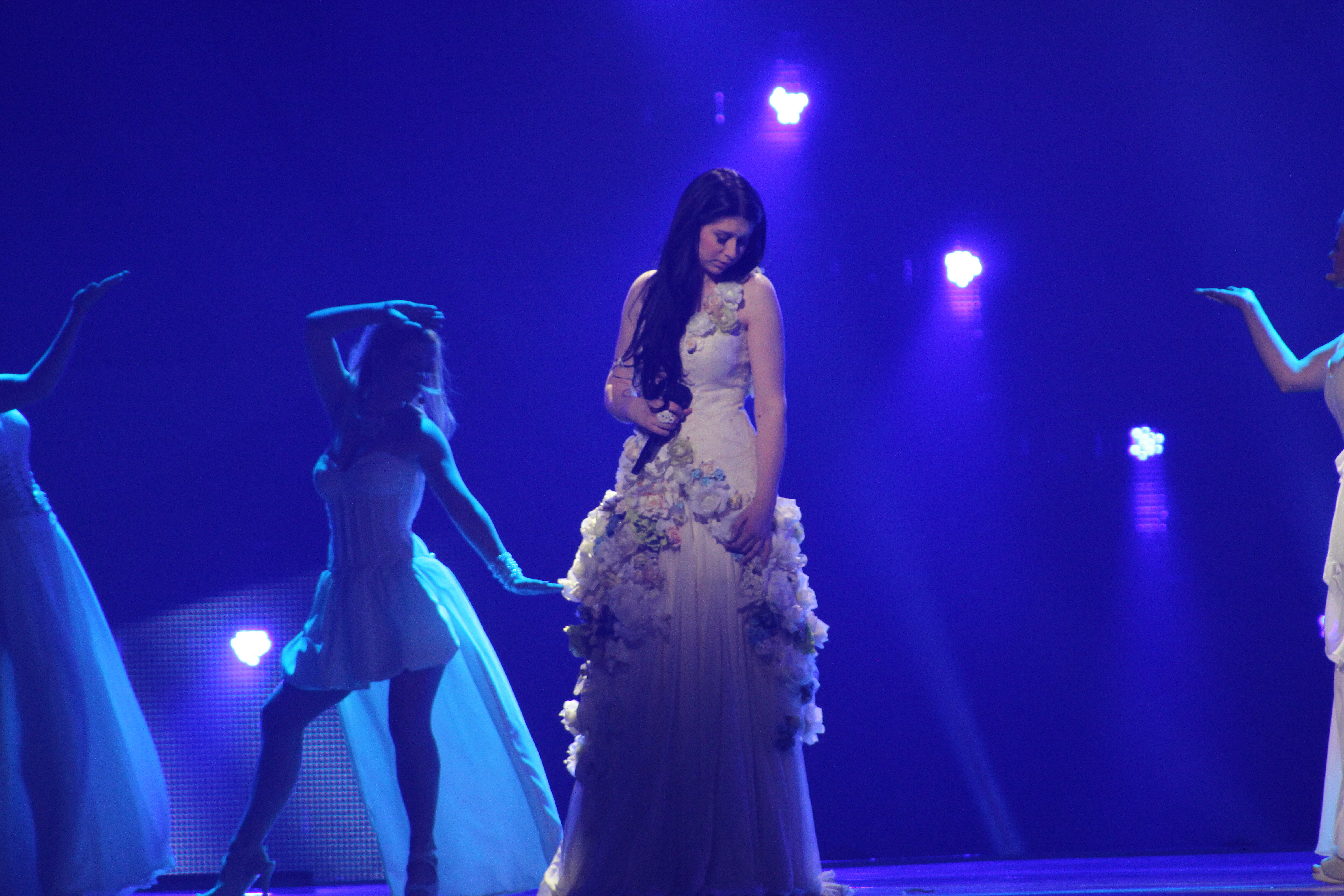
Eva Boto på scen vid Eurovision Song Contest 2012 i Baku.

### Misija Evrovizija och EMA
I slutet av år 2011 deltog Eva Boto i Misija Evrovizija, Sloveniens nationella uttagning till Eurovision Song Contest 2012. Hon gjorde sitt första framträdande den 9 oktober i den första omgången och tog sig vidare till nästa omgång tillsammans med tre andra sångare. Den 30 oktober deltog hon i den andra omgången av tävlingen och tog sig återigen vidare till nästa omgång, den tredje och sista, tillsammans med tre andra sångare. I denna omgång som pågick mellan den 13 november 2011 och den 8 januari 2012 åkte en sångare ut varje vecka och hon lyckades hålla sig kvar hela vägen till finalen den 8 januari där 3 återstående sångare deltog. Tillsammans med systrarna Eva & Nika Prusnik vann hon Misija Evrovizija och tog sig därmed vidare till den nationella uttagningsfinalen EMA 2012. I finalen som hölls den 26 februari framförde både hon och systrarna Prusnik tre låtar var. De låtar hon sjöng var "Verjamem", "Run" och "A si sanjal me". Hennes låt "Verjamem" tog sig vidare till superfinalen tillsammans med systrarna Prusniks låt "Konichiwa". Efter ytterligare ett framträdande av "Verjamem" och en omröstning till stod det klart att hon segrat och skulle komma att få representera Slovenien i Baku i Azerbajdzjan.

### Eurovision
Hon deltog i den andra semifinalen den 24 maj men lyckades inte gå vidare till finalen den 26 maj.

## Uppträdanden i Misija Evrovizija
- Omgång 1 (Avsnitt 2): "Because of You" av Kelly Clarkson
- Omgång 2 (Avsnitt 5): "Hero" av Mariah Carey
- Omgång 3 (Avsnitt 7): "Any Man of Mine" av Shania Twain
- Omgång 3 (Avsnitt 8): "Prisluhni mi" av Darja Švajger
- Omgång 3 (Avsnitt 9): "Hush Hush" av The Pussycat Dolls feat. Nicole Scherzinger
- Omgång 3 (Avsnitt 10): "Whataya Want from Me" av Adam Lambert
- Omgång 3 (Avsnitt 11): "Use Somebody" av Kings of Leon
- Omgång 3 (Avsnitt 11): "Flashdance... What a Feeling" av Irene Cara
- Omgång 3 (Avsnitt 12): "Because of You" av Kelly Clarkson
- Omgång 3 (Avsnitt 12): "Running Scared" av Eldar Qasımov & Nigar Dzjamal

## Diskografi

### Singlar
- 2011 - "Vzemi me"
- 2012 - "Verjamem"
- 2012 - "Run"
- 2012 - "A si sanjal me"
- 2012 - "To leto bo moje" (Max feat. Jan Plestenjak & Eva Boto)